# Жолтай (озеро)
Жолтай (каз. Жолтай) — озеро в Сарыкольском районе Костанайской области Казахстана. Находится в 12 км к северо-западу от посёлка Златоуст. Вытекает руч. б/н.
По данным топографической съёмки 1944 года, площадь поверхности озера составляет 3,01 км². Наибольшая длина озера — 2,9 км, наибольшая ширина — 1,7 км. Длина береговой линии составляет 7,6 км, развитие береговой линии — 1,22. Озеро расположено на высоте 96 м над уровнем моря.